# NEOS - A Nova Áustria
O NEOS - A Nova Áustria, com o nome oficial de NEOS - A Nova Áustria e Foro Liberal (em alemão: NEOS – Das Neue Österreich und Liberales Forum) é um partido político austríaco.
O partido foi fundado em 2012, e concorreu às Eleições legislativas na Áustria de 2013, numa lista conjunta com o Foro Liberal e os Jovens Liberais.
Em 2014, o Foro Liberal dissolveu-se, integrando-se no NEOS e, os Jovens Liberais tornaram-se a ala jovem do partido.
O partido segue uma linha liberal, defendendo o liberalismo económico e o social liberalismo, além de ser um firme apoiante do federalismo europeu.

## Resultados eleitorais

### Eleições legislativas
| Data | CI. | Votos   | %           | +/- | Deputados | +/- | Status   |
| ---- | --- | ------- | ----------- | --- | --------- | --- | -------- |
| 2013 | 6.º | 232 946 | 5,0 / 100,0 |     | 9 / 183   |     | Oposição |
| 2017 | 4.º | 268 518 | 5,3 / 100,0 | 0,3 | 10 / 183  | 1   | Oposição |
| 2019 | 5.º | 382 329 | 8,1 / 100,0 | 2,8 | 15 / 183  | 5   | Oposição |
| 2024 | 4.º | 446 378 | 9,1 / 100,0 | 1,0 | 18 / 183  | 3   |          |

### Eleições europeias
| Data | CI. | Votos   | %            | +/- | Deputados | +/-     |
| ---- | --- | ------- | ------------ | --- | --------- | ------- |
| 2014 | 5.º | 229 781 | 8,1 / 100,0  |     | 1 / 18    |         |
| 2019 | 5.º | 319 024 | 8,4 / 100,0  | 0,3 | 1 / 18    | Estável |
| 2024 | 5.º | 357 214 | 10,1 / 100,0 | 1,7 | 2 / 20    | 1       |